# Qulliq

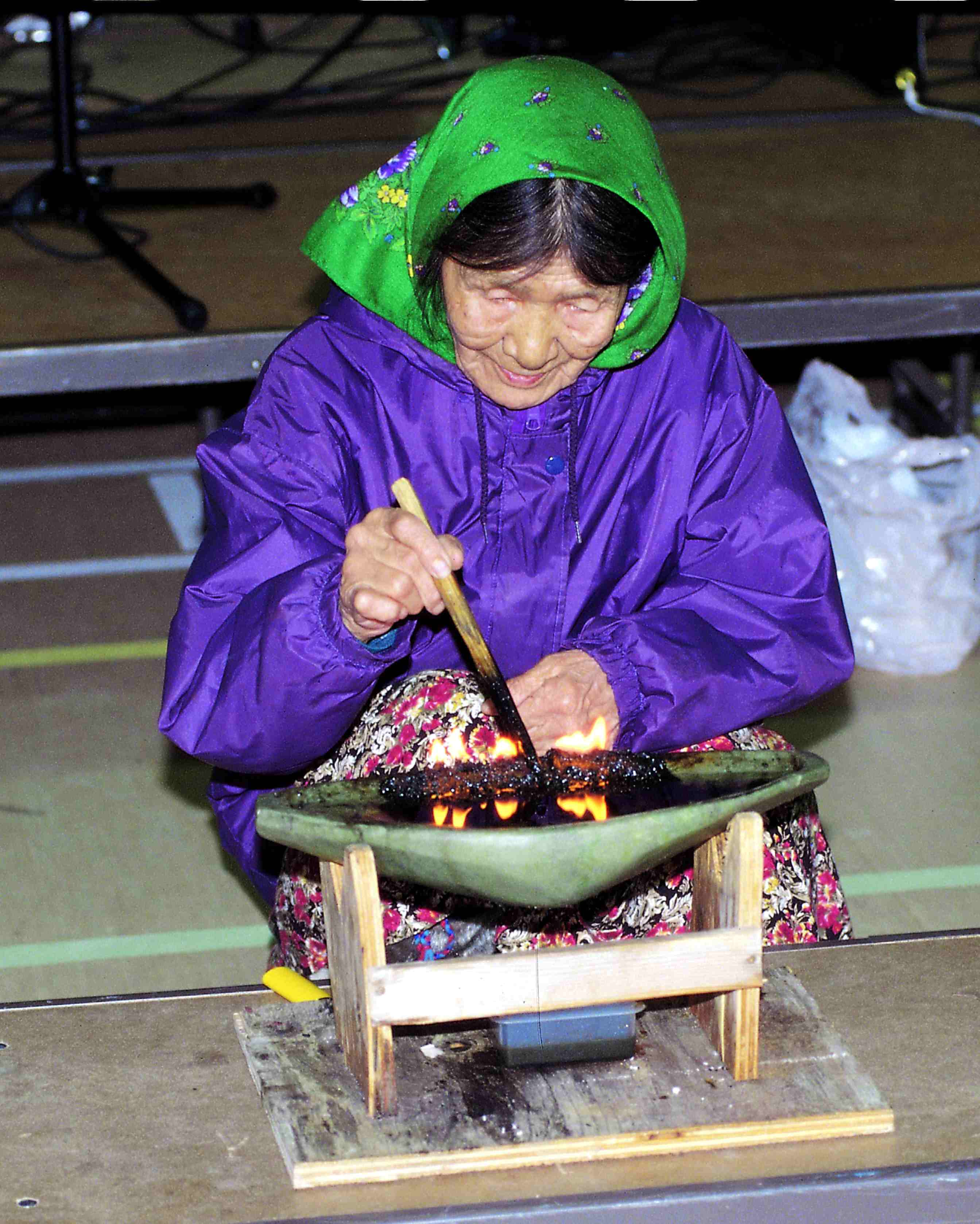
Qulliq – zur Feier der Errichtung des Nunavut-Territoriums am 1. April 1999 entzündet

Qulliq (Mehrzahl: Qullit; zuweilen auch Kudlik genannt) ist ein Inuktitut-Wort und bezeichnet die flache steinerne Öllampenschale, die seit Jahrhunderten zu den wichtigsten Gegenständen eines „Inuithaushalts“ zählte und meist von der Mutter an eine der Töchter vererbt wurde. Aus Steatit oder (je nach Vorkommen) dem spröderen und härteren Serpentin gefertigt, diente das Qulliq als Leuchte sowie zum Heizen und Garen von Speisen. 
Als Brennstoff wurde überwiegend Robben- oder Walöl verwendet, das auf unterschiedliche Weise gewonnen wurde: 
- In den normalen Camps und auch unterwegs wurde Robben- oder auch Walspeck mit einem geeigneten Stein im Qulliq geklopft, bis das Öl aus dem Fettgewebe austrat.
- In größeren Ansiedelungen, wie sie vor allem aus der Zeit der Thule-Kultur bekannt sind (z. B. in den Relikten der Thule-Siedlung „Gate City“ im Ukkusiksalik-Nationalpark), wurden grabähnliche Steingebilde, „Quqvik“ genannt, angelegt, in denen Öl aus dem Fettgewebe von Robben oder Walen abgeschieden wurde. Man legte dazu die Steinaushöhlung mit Robbenhaut wie mit einem Tuch fest aus, gab dann den auszulassenden Speck hinein und bedeckte das Ganze mit einer zweiten Robbenhaut. Unter der Einwirkung der Sonnenwärme trat das Öl aus dem Fettgewebe aus. Die Kälte des Steins verhinderte dabei ein zu rasches Ranzigwerden. Beschleunigen ließ sich der Vorgang, indem man zusätzlich von oben noch Druck ausübte.

Entzündet wurde das so gewonnene Öl mit Hilfe eines Dochts aus Moos und Torf. Die Flamme ließ sich noch durch Vermischen des zerkleinerten Mooses mit dem Flaum von Weidenblüten verbessern. Gelegentlich diente dabei der abgetrennte Deckel einer Tabaksbüchse, mit Nägeln durchlöchert, als Reibe, um das Moos in winzige Stückchen zu zerkleinern. Dieses feine Moos wurde in einem schmalen Streifen am geraden hinteren Rand des Qulliq ausgelegt und mit dem Öl getränkt. Der so entstehende Docht ließ sich gut entzünden, und seine Flamme verbreitete nicht nur wohlige Wärme in der Behausung (Zelt, Iglu oder Qarmaq), sondern diente auch zum Trocknen nasser Kleidung und zum „Kochen“. Wie das Qulliq fertigte man dazu aus Steatit oder Serpentin (Inuktitut: Ukkusiksasaq) den „Kochtopf“ (Ukkusik genannt). Man hängte ihn über den Qulliqflämmchen auf und konnte so die Speisen wärmen; richtiges Kochen von Speisen war unter den damaligen Bedingungen kaum möglich. 
Der Schlafplatz in der Behausung war leicht erhöht und mit Fellen ausgepolstert. Er nahm gewöhnlich den hinteren Teil ein, und man schlief mit dem Kopf dem Qulliq zugewandt. Die Schlafstätte der Frau befand sich immer auf der Seite des Qulliq, denn dessen Versorgung war eine typische Haushaltsarbeit der Inuit-Frauen. Selbst während der Nachtruhe sorgten sie mit angekohlten Treibholzstäbchen oder Zweigen dafür, dass die Flammen nicht ganz erloschen. Das durch das Verbrennen entstehende schwarze Rußöl aus dem Qulliq wurde von den Frauen bis Mitte des 20. Jahrhunderts zum Tätowieren verwendet.
Durchaus üblich war, dass die Männer während des Fallenstellens und Jagens kleine Qullit und Moosvorräte mit sich führten, um sich die Hände zu wärmen und am Ende des Tages ihre Kleidung im Jagd-Iglu zu trocknen. Seit etwa 1960 ist das Qulliq nur noch aus traditionellen Anlässen im Gebrauch; längst ist an seine Stelle ein in der ganzen Arktis verbreitetes modernes Industrieprodukt getreten, der leicht zu transportierende, mit Benzin betriebene Coleman-Kocher.